# カナメプロダクション
株式会社カナメプロダクションは、かつて存在した日本のアニメ制作会社。

## 概要
葦プロダクションに所属していた若手スタッフを中心に、1982年に設立。作画の魅力で語られることが多かった。
テレビアニメシリーズは『プラレス3四郎』のみだったが、人気クリエイターを多数抱え、1980年代初頭の金田伊功の影響下にあるアクションと、いのまたむつみのキャラクターデザインがアニメファンの注目を浴びた。黎明期のOVA（オリジナルビデオアニメ）に関わったことで、アニメ雑誌ではその規模以上に存在感を示した。

## 略歴
1982年春に葦プロダクションで制作プロデューサーを務めていた相原義彰、編集担当と脚本家だった武上純希、アニメーターの影山楙倫やいのまたむつみなどといった若手スタッフの7人が退社・独立して創設。当初は、国際映画社の『魔境伝説アクロバンチ』、土田プロの『さすがの猿飛』に参加した。この頃から、いのまたはスポットライトを浴びる存在になっていた。同年に金田伊功の漫画『バース』、モンキー・パンチ原作の『メカベンジャー』、小松左京のジュヴナイルSF小説『宇宙漂流』を原作として企画された『宇宙船ギャラップ』のテレビアニメ企画を提出するも、頓挫する。
1983年には旭通信社と東宝による共同製作のもと、初の自社制作テレビアニメ『プラレス3四郎』が放送開始され、監督には葦プロ時代から付き合いがあり、監督作を多く任された湯山邦彦が起用された。
1984年、テレビアニメ企画だった『バース』をOVAとして制作したのを皮切りに、OVA市場でオリジナル企画作品に意欲を燃やす。東宝の資本で制作した『幻夢戦記レダ』（1985年）、アニメショップあいどると共同製作し、『プラレス3四郎』の脚本家・藤川桂介に原作を仰いだ『ウインダリア』（1986年）と意欲作を連発。いずれも、いのまたのキャラクターデザインと湯山の監督による作品だった。
草創期のOVA市場で一定の地位を確立するも、OVA市場の飽和に伴い、ユーザーの目は次第に他社へ移り始めていた。いのまたがイラストレーターに活動の場を移し始めたのも、この頃である。
1988年に社名を「株式会社ディーバ」に変更後、倒産した。

## 主要作品

### テレビアニメ
| 開始年 | 放送期間        | タイトル      | チーフディレクター |
| ------ | --------------- | ------------- | ------------------ |
| 1983年 | 6月 - 1984年2月 | プラレス3四郎 | 湯山邦彦           |

### 劇場アニメ
| 公開年 | タイトル     | 監督     | 共同製作               |
| ------ | ------------ | -------- | ---------------------- |
| 1986年 | ウインダリア | 湯山邦彦 | アニメショップあいどる |

### OVA
| 発売年 | タイトル                            | 監督                                                   | 備考    |
| ------ | ----------------------------------- | ------------------------------------------------------ | ------- |
| 1984年 | BIRTH                               | 貞光紳也                                               |         |
| 1985年 | 幻夢戦記レダ                        | 湯山邦彦                                               |         |
| 1985年 | バビ・ストック                      | 影山楙倫                                               |         |
| 1985年 | 夢次元ハンターファンドラ            | 岡迫和之（Part.1） 吉田浩（Part.2） 影山楙倫（Part.3） | -1986年 |
| 1986年 | ザ・ヒューマノイド 哀の惑星レザリア | 政木伸一                                               |         |
| 1988年 | ワット・ポーとぼくらのお話          | 影山楙倫                                               |         |

### 制作協力
| 年     | タイトル                                | 制作元請            | 備考                                      |
| ------ | --------------------------------------- | ------------------- | ----------------------------------------- |
| 1982年 | 魔境伝説アクロバンチ                    | 国際映画社→東映動画 | キャラクター設計                          |
| 1982年 | さすがの猿飛                            | 土田プロダクション  |                                           |
| 1983年 | 光速電神アルベガス                      | 東映動画            | -1984年、キャラクター設計・メカニック設計 |
| 1984年 | ビデオ戦士レザリオン                    | 東映動画            | -1985年、メカニック設計                   |
| 1984年 | 戦え!超ロボット生命体トランスフォーマー | 東映動画            | -1987年                                   |
| 1985年 | 北斗の拳                                | 東映動画            |                                           |
| 1986年 | 機動戦士ガンダムΖΖ                      | 日本サンライズ      |                                           |
| 1987年 | のらくろクン                            | スタジオぴえろ      | -1988年                                   |
| 1987年 | きまぐれオレンジ☆ロード                 | スタジオぴえろ      |                                           |
| 1987年 | 王立宇宙軍 オネアミスの翼               | GAINAX              |                                           |
| 1989年 | ファイブスター物語                      | サンライズ          |                                           |

## 関連人物
- 相原義彰
- 影山楙倫
- 武上純希
- いのまたむつみ
- 石田敦子
- 渡辺真由美
- 山内英子
- 山崎理
- 佐野浩敏
- 田村英樹
- 中野深雪
- 越智一裕
- 小原渉平
- 豊増隆寛
- 長尾聡浩
- 稲荷昭彦
- 政木伸一
- 新房昭之
- 野口征恒
- 西井正則
- 石井明治